# トレヴァー・デュピュイ

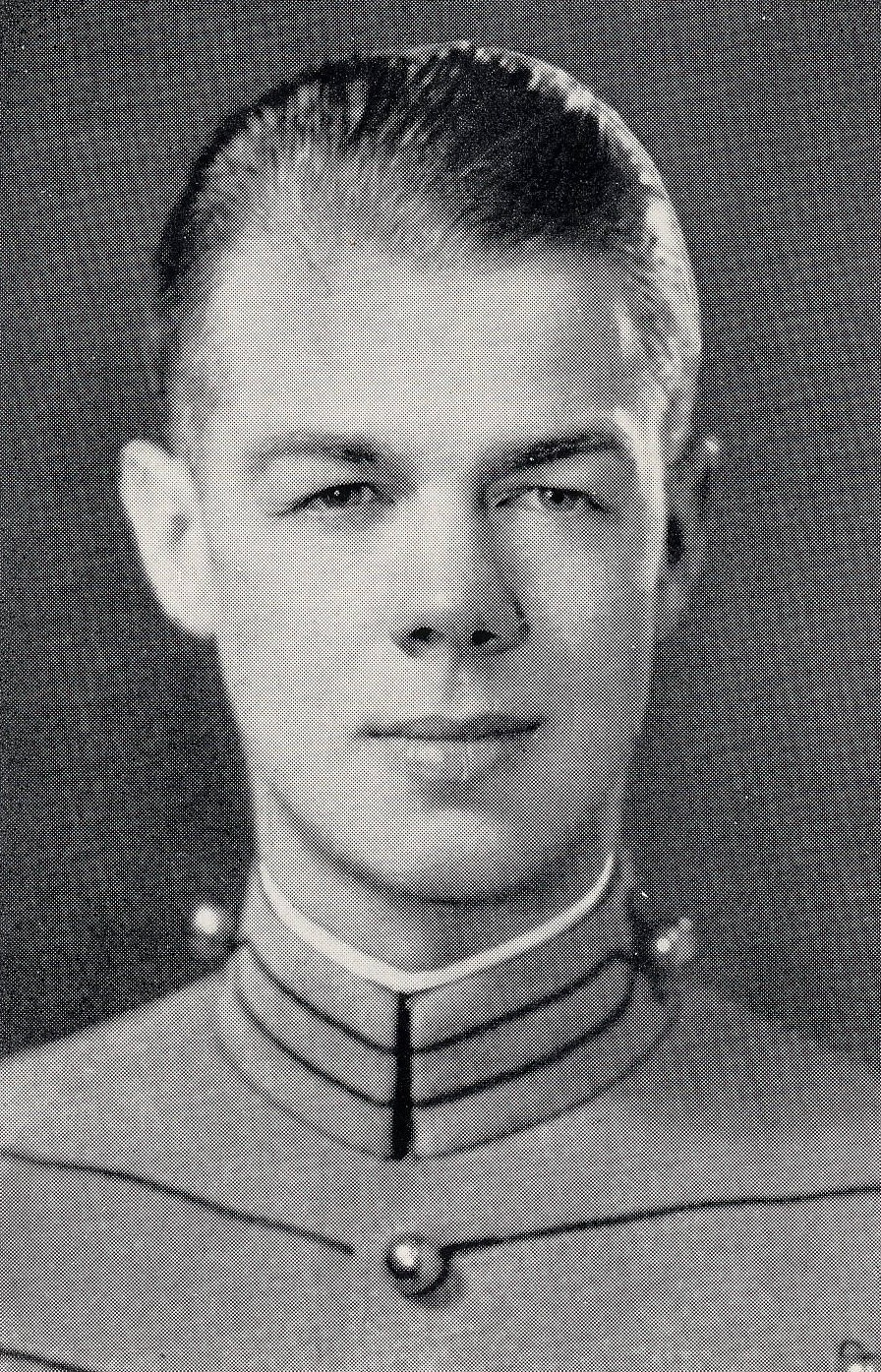
1938年、ウエストポイントにて

トレヴァー・ネヴィット・デュピュイ（Trevor Nevitt Dupuy、1916年5月3日 - 1995年6月5日）は、アメリカ合衆国の退役陸軍大佐・軍事史家。デュピュイ戦略研究所の設立者である。父親との共著『ENCYCLOPEDIA OF MILITARY HISTORY』は世界的に有名。

## 経歴
- 1916年 - 誕生。
- 1934年 - アメリカ陸軍士官学校入学。

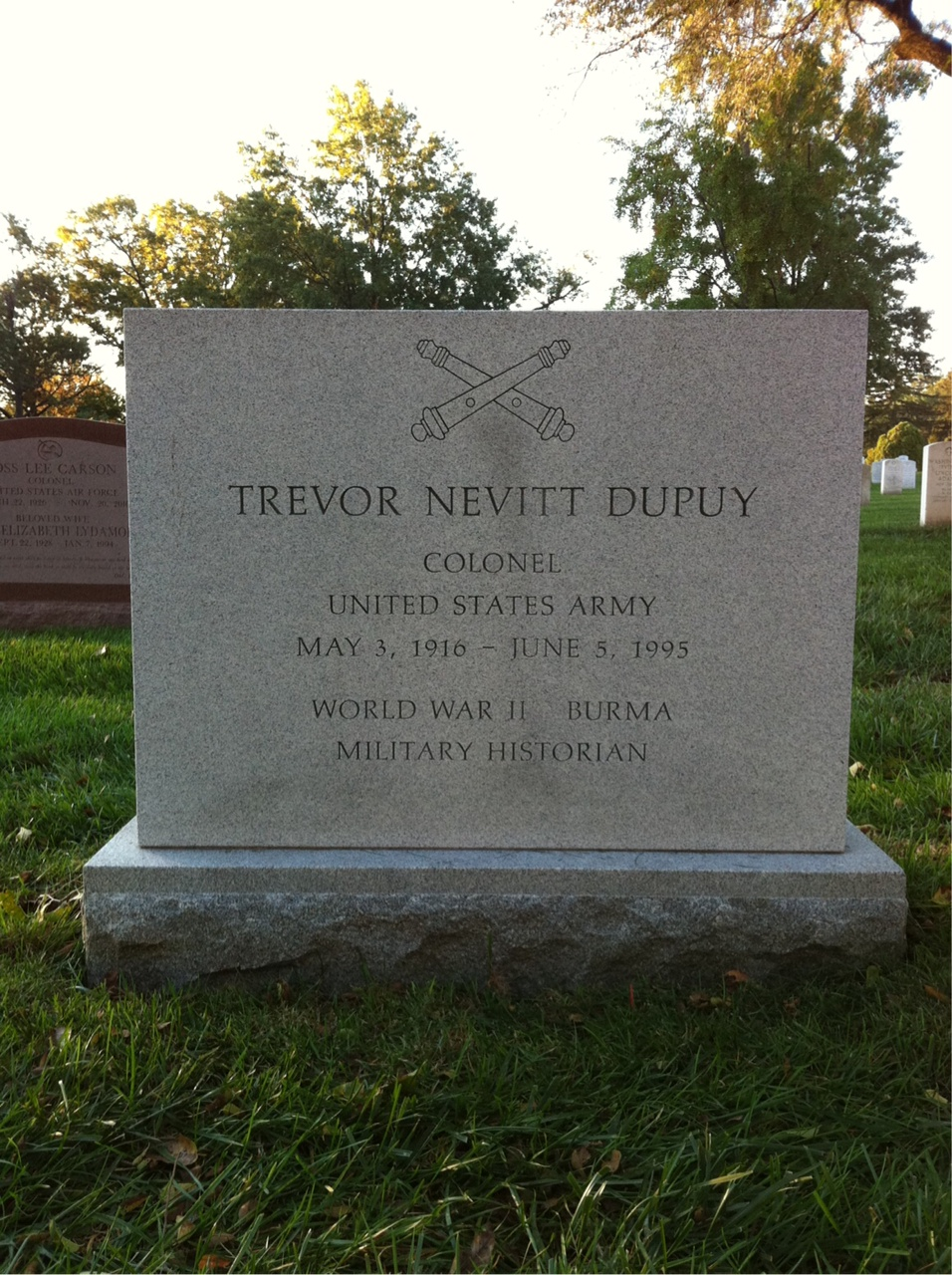
アーリントン国立墓地にあるトレヴァー・デュピュイの墓

- 1952年 - ハーバード大学大学院で軍事科学戦術担当教授として5年間教鞭をとる。
- 1958年 - 大佐で退役。その後、ラングーン大学の客員教授や国防総省国防分析研究所の研究員、米軍事研究所長を経験する。
- 1962年 - デュピュイ戦略研究所を設立。
- 1995年 - 6月5日にバージニア州ビエナの自宅にて銃で自殺した。彼はその 3 週間前に末期のすい臓がんであることを知った為である。彼はアーリントン国立墓地に埋葬された。彼は生涯に50 冊以上の本を執筆または共著した。

## 日本との関係
六歳の頃、両親と共にアメリカ陸軍の輸送船「トーマス」でマニラからサンフランシスコに向かう途中で長崎に寄航。3日間滞在した。
第二次世界大戦中のビルマ戦線で、日本陸軍第18師団の兵士を尋問している。その中で、師団長の田中新一中将を立派な指揮官だと誉めている。デュピュイは生涯日本語を話せなかったらしく、あいだに中国人の兵士を挟み、片言の中国語と漢字を使って意思疎通をはかったそうである。
1946年、陸軍次官の軍事アシスタントを勤めた関係で日本を公式訪問。翌1947年にも来日している。
1988年に東京を訪問。当時の防衛庁で軍事史と自分が開発したコンピューターによる戦闘シミュレーション・モデルについての講演を行った。
その後も日本に留学していた末娘を訪ねてたびたび来日していた。

## 朝鮮戦争に対する見解
別名「勝利なき戦い」と呼ばれた朝鮮戦争に対して「ワシントンは軍に対して『朝鮮半島に侵攻した共産軍を撃破せよ』との明確な任務を与えればよかった。朝鮮半島にどんな政府を作るのか、あるいは原状回復に留めるかは、勝利の後で政治が決めることである。作戦進展状況に政治的思惑を絡ませれば勝利はない」との苦言を呈したとされている。

## TNDMについて
デュピュイが開発したのは、数値的戦術決定モデル（Tactical Numerical Deterministic Model : TNDM）といわれる、トップダウン型のコンピューター化された戦闘シミュレーションプログラムである。相対戦闘力と損害・戦闘時間と戦場・起動速度に焦点を当てて分析したデータをもとに戦術機動の選択に役立つよう研究したものである。
多くのアメリカ製のシミュレーションモデルが、ボトムアップ方式を採用している。これは個々の兵器の威力と能力、とくに命中率と殺傷率を合計した数値から戦果を予測するものである。この方式は、異なる種類の兵器や装備間の相互作用の影響を計算に入れておらず、一定の人員と装備・兵器の組み合わせが、過去の実際の戦闘においてどのような実効をあげたかという点の考察が抜けている。つまり、兵器の威力を過大に評価しがちになる。まして部隊の単位が大きくなったり、相互支援・共同作戦を行うようになると、その調整自体が発生する摩擦による損失計算を行うことができない。まして、人為的なミスの組み入れは不可能である。
逆にトップダウン方式の手法は、まず歴史上の戦闘結果をおのおのの戦闘における両軍の人員・兵器・装備などの数値を比較し、摩擦などの相互作用の実質的な影響を大まかに測ることができる。データベースに十分な歴史的事実の例を蓄積することにより、ボトムアップ方式で生じた歪みを修正することが可能になるのである。
TNDMの欠点は、戦史データの収集とデータに対する解釈の専門性にあるとされる。軍事の専門家が分析し、データを作成しなければ誤りが出る。さらに戦史データは通常軍事機密に属するので、一般の学者やソフトメーカーの手には入らない。例えば一つの戦闘において、兵士の死因がなんであるかはどこの国も公開しない。判明してしまうと、相手側はその研究結果を編成や装備に組み込んでしまうからである。TNDMは、米国防省から原資料を提供されている。つまり、情報を占有できる特定の国だけがこのシミュレーションを活用しうるといえる。
デュピュイが開発したTNDMだけが、1991年1月から2月にかけての湾岸戦争の原因や結果を正しく予想できたとされている。米軍の陸・海・空軍、統合軍の作戦見積もりにおける兵士の損害は2～3万人であった。ところがTNDMでは、約1000人との損害予想であった。国防省はTNDMの見積もりを信用せず、膨大な医療準備を中心とする兵站部隊と物資をペルシャ湾地域に整えた。しかし、結果はTNDMの見積もりどおり4日間でクウェートを奪回し、その損害は約500人であったとされる。

## 著作
- To the Colors: The Way of Life of an Army Officer (with R.E. Dupuy), Chicago, 1942
- Faithful and True: History of the 5th Field Artillery, Schwabisch-Hall, Germany, 1949
- Campaigns of the French Revolution and of Napoleon, Cambridge, Ma, 1956
- Brave Men and Great Captains (With R. E. Dupuy), New York, 1960, 1984, 1993
- Compact History of the Civil War (with R.E. Dupuy), New York, 1960, 1991
- Civil War Land Battles, New York, 1960
- Civil War Naval Actions, New York, 1961
- Military History Of World War II, New York, 1962-65 (in 18 fairly short books)
- Compact History of the Revolutionary War (With R. E. Dupuy), New York, 1963
- Holidays, Editor, Contributor., New York, 1965
- Military Heritage Of America (With R. E. Dupuy, Paul Braim), 2 Vols., New York, 1966, 1986, 1992
- Military History Of World War I, New York, 1967 (in 12 fairly short books):
- The Battle Of Austerlitz, New York, 1968
- Modern Libraries For Modern Colleges: Research Strategies For Design And Development, Washington, D.C., 1968
- Ferment In College Libraries: The Impact Of Information Technology, Washington, D.C., 1968
- Mediapower: A College Plans For An Integrated Media Service System, Washington, D.C., 1968
- Military History Of The Chinese Civil War, New York, 1969
- The Military Lives Series (published in 1969 and 1970) :
- Revolutionary War Naval Battles (With Grace P. Hayes), New York, 1970
- Revolutionary War Land Battles (With Gay M. Hammerman), New York, 1970
- Mongolia, Foreign Area Studies Handbook, Washington, D.C., 1970
- Almanac Of World Military Power 1970 (With John A. Andrews, Grace P. Hayes), New York, 1970
- Almanac Of World Military Power 1972 (With John A. Andrews, Grace P. Hayes), New York, 1972
- Documentary History Of Arms Control And Disarmament (With Gay M. Hammerman), New York, 1974
- World Military Leaders (With Grace P. Hayes, Paul Martell), 1974
- Almanac Of World Military Power 1974 (With John A. Andrews, Grace P. Hayes), New York, 1974
- People And Events Of The American Revolution (With Gay M. Hammerman), New York, 1974
- An Outline History Of The American Revolution (With R.E. Dupuy), New York, 1975
- Encyclopedia Of Military History (With R.E. Dupuy), New York, 1975, 1986, 1993
- A Genius For War: The German Army And General Staff, 1807–1945, New Jersey, 1977, 1984, 1989, 1993
- Numbers, Predictions snd War, New York, 1978, 1985
- Elusive Victory: The Arab-Israeli Wars, 1947–1974, New York, 1978, 1984, 1989, 1992
- Almanac Of World Military Power 1980 (With John A. Andrews, Grace P. Hayes), New York, 1980
- The Evolution Of Weapons And Warfare, New York, 1980, 1984, 1986
- Great Battles Of The Eastern Front (With Paul Martell), New York, 1982
- Options Of Command, New York, 1984
- Flawed Victory: The Arab-Israeli Conflict And The 1982 War In Lebanon (With Paul Martell), Virginia, 1986
- Understanding War: Military History And The Theory Of Combat, New York, 1986
- Dictionary Of Military Terms (With Curt Johnson, Grace P. Hayes), New York, 1987
- Understanding Defeat, New York, 1990
- Attrition: Forecasting Battle Casualties And Equipment Losses In Modern War, Virginia, 1990
- If War Comes, How To Defeat Saddam Hussein, Virginia, 1991
- Future Wars: The World'S Most Dangerous Flashpoints, New York, 1992 （『いまから起こる10の戦争』東京大学現代戦研究会・訳、江畑謙介・監修、早川書房、1993年、ISBN 4152078103）
- Encyclopedia Of Military Biography (With Curt Johnson, David L. Bongard), New York, 1992
- International Military And Defense Encyclopedia, (Brassey'S) 6 Vols., Editor In Chief, New York, 1992
- Hitler's Last Gamble (With David L. Bongard, Richard C. Anderson), New York, 1994
- Unpublished Manuscripts By Trevor N. Dupuy
- Great Captains And Modern War
- Military Myths (Unfinished)
- Documentary History Of The U.S. Armed Forces (Unfinished)